# Irrlicht
Irrlicht – silnik graficzny rozpowszechniany na licencji open source. Obsługuje wiele systemów operacyjnych. Obecnie można korzystać z niego na Microsoft Windows, OS X i Linux, a nieoficjalnie są również dostępne porty na platformy: Xbox, PlayStation Portable i SymbianOS. Irrlicht jest znany ze swojej szybkości, możliwości silnika 3D oraz prostoty w nauce. 
Irrlicht to biblioteka służąca do tworzenia gier trójwymiarowych. Irrlicht to nie tylko silnik 3D, ale i zestaw mechanizmów pozwalających tworzyć własne interfejsy użytkownika i obsługiwać inną funkcjonalność obecną w grach.
Irrlicht korzysta z OpenGL, Direct3D (wersja 8 lub 9) lub jednego z dwóch dostępnych programowych rendererów. Obsługuje animację postaci, którymi można nie tylko dowolnie poruszać, ale i manipulować powierzchnią nałożonych na nie tekstur. Ma wiele efektów specjalnych, m.in. mapowanie środowiskowe, mapy świetlne i efekty cząsteczek.
Irrlicht obsługuje import popularnych formatów, takich jak pliki obiektowe Maya, 3D Studio, Milkshape, pliki poziomów Quake 3 i obiektów Quake 2, jak również obiektów DirectX. Możemy więc stworzyć obiekt 3D pod Linuksem, np. w darmowej wersji True Space działającej pod Wine, następnie zapisać jako obiekt DirectX i wykorzystać w grze. Import nie ogranicza się tylko do obiektów trójwymiarowych, znacznie dłuższa jest lista formatów tekstur obsługiwanych przez bibliotekę. Na główniej witrynie projektu dostępne jest demo, dzięki któremu można się zapoznać z możliwościami tej biblioteki.

## Narzędzia
- irrEdit – edytor 3D stworzony specjalnie na potrzeby silnika i obsługujący wszystkie formaty plików, które mogą być wczytywane przez silnik. Może służyć między innymi do edycji sceny, świata, systemów cząsteczkowych.
- irrKlang – biblioteka do obsługi dźwięku. Potrafi wczytywać i odtwarzać dźwięki w formatach: WAV, MP3, OGG, MOD, XM, IT, S3M i innych, obsługuje dźwięk 2D i 3D odtwarzany z bufora lub ze strumienia oraz wiele różnych efektów dźwiękowych (echo, pogłos, efekt Dopplera etc.). IrrKlang może być używany razem z silnikiem Irrlicht lub jako oddzielna biblioteka.
- irrXML – parser plików w formacie XML dla języka C++. Jest on wbudowany w silnik, ale może być również wykorzystywany jako oddzielna biblioteka.